# Kätteri

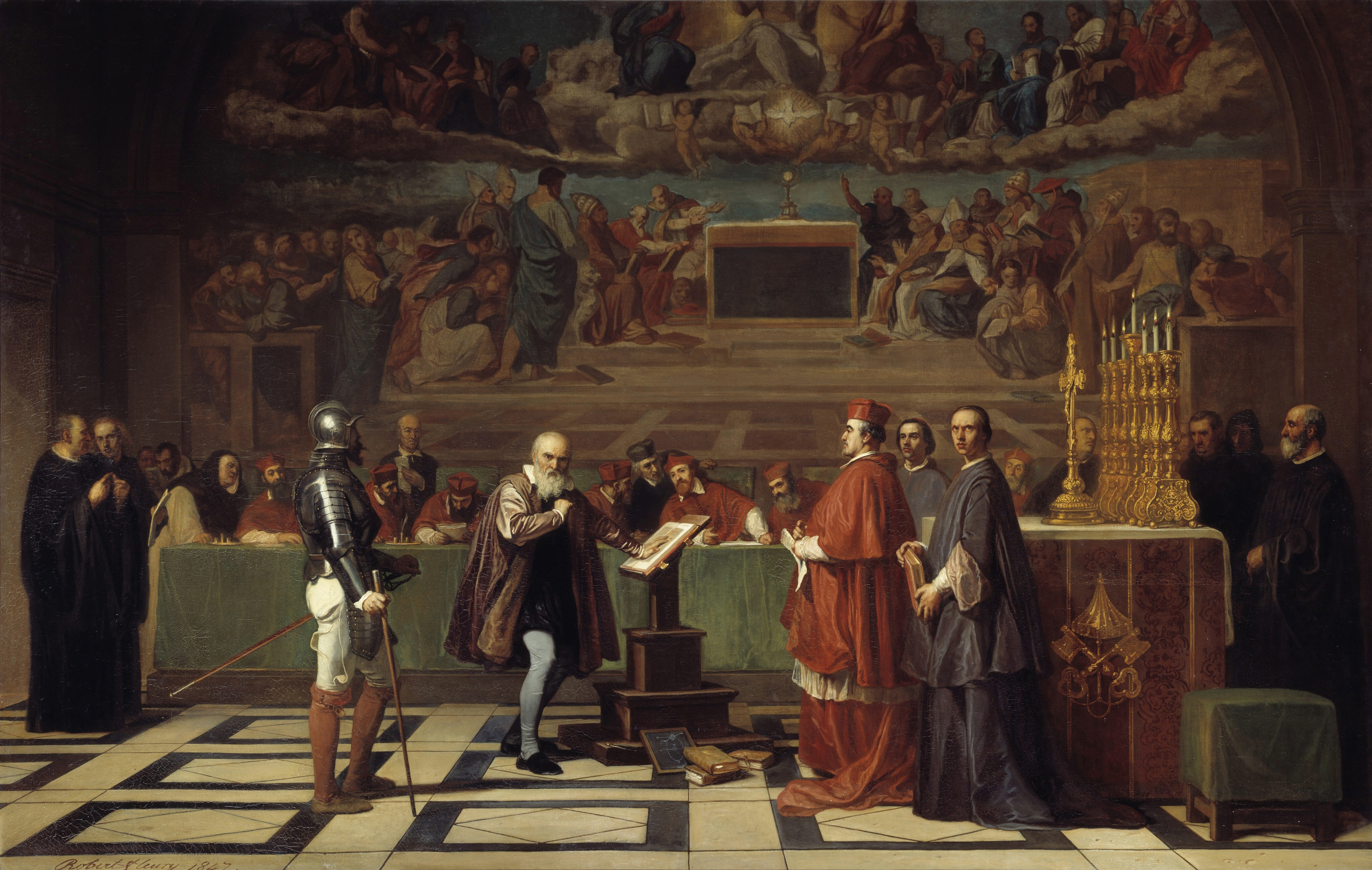
Galileo Galilei dömdes för kätteri.

Kätteri eller heresi är en tidigare använd beteckning för villolära, det vill säga en åskådning som strider mot en etablerad trosuppfattning eller ett förhärskande samfunds tro. Den som avviker på ett sådant sätt kallas kättare eller heretiker. Heretikerna uppspårades av den kristna kyrkan från 1200-talet av inkvisitionen och belades ofta med världsliga straff. Även inom exempelvis judendom och islam har heretiker belagts med stränga straff.
Saudiarabien är till exempel ett land där kätteri i förekommande fall är belagt med dödsstraff.

## Etymologi
Ordet kätteri kommer från katarerna som var en trosinriktning inom kristendomen som romersk-katolska kyrkan såg som en villolära. Katarerna bekämpades med korståg, i Albigenserkriget, och inkvisition. Ordets ursprung är från grekiskans katharos, som ungefär betyder "ren".
Heresi kommer från grekiskans hairesis som betyder "välja", och fick spridning genom Irenaeus (omkring 130–202) som var biskop i Lugdunum i Gallien.

## Kristendom
I den tidigaste kristendomens tid betraktades de kristna som heretiker och förföljdes ofta för sin tro. Samtidigt fördes i urkyrkan kontinuerligt livliga diskussioner om hur berättelserna om Jesu liv skulle tolkas och hur församlingens efterföljelse skulle vara. Under kyrkomöten fastställdes vilka läror som skulle följas och vilka som ansågs kätterska.
Idag används orden kätteri och heresi nästan bara för att beskriva inställningar i historisk tid. Möjligen kan de användas om de läror som markant avviker från klassisk kristendom, det vill säga sådant som bryter mot de trossatser som delas av alla de stora kyrkofamiljerna. 
De första kätterska lärorna var följande:
1. En judaiserande rättfärdiggörelselära, som Paulus bemöter huvudsakligen i Romarbrevet och Galaterbrevet.
2. En ur hednisk spekulation uppkommen gnostisk lära om Kristus och änglarna, som Paulus bemöter huvudsakligen i Kolosserbrevet.
3. Ett överdrivet framhållande av det gudomliga och himmelska i Kristi person, så att hans "mänsklighet" uppfattades som endast ett sken utan verklighet (doketism), huvudsakligen bemött av aposteln Johannes i hans första brev och indirekt i inledningen till hans evangelium.

Under äldre medeltiden debatterades detaljaspekter i Kristus natur mycket, eftersom Bibeln inte klargjorde alla detaljer, och påven och andra patriarker enades om tolkningar av dessa. Efter dessa beslut räknades de som inte höll med om dessa som kättare och straffades. Ledande sådana avvikelser var:
- Arianismen, som ansåg att Jesus inte var Gud bokstavligt, utan hans son utan att vara Gud.
- Monofysitismen, som ansåg att Jesus var både Gud själv och människa i en och samma "natur"

och andra. Flera ledare som stod för sådana läror avrättades eller avsattes och landsförvisades, motiverad med att Gud vill att hans rätta lära ska gälla.
Varje avvikelse från katolska kyrkans lärosystem räknades under medeltiden som kätteri. Efter att reformationen bildat nya kyrkor, är varje avvikelse från ett kyrkosamfunds huvudläror, sedd från detta kyrkosamfunds synpunkt, kätteri. Den äldre, ursprungligare benämningen för avvikelse från kyrkans lära är heresi. 
En närbesläktad term är schism (grekiska schisma), som betecknade en mindre allvarlig söndring på grund av meningsskiljaktighet rörande författning, kyrkotukt och liknande. De första schismerna orsakades av novatianerna (på 200-talet) och donatisterna (på 300-talet). Den stora schismen år 1054 innebar att katolska och ortodoxa kyrkorna fördömde varandra. Under medeltiden gjordes ingen skillnad på heresi och schism. Kyrkan behandlade såväl den ena som den andra kyrkosöndringen som kätteri. 
Tolerans mot religiöst avvikande kom i Västerlandet först som en följd av upplysningen.